# Gerd B. Müller

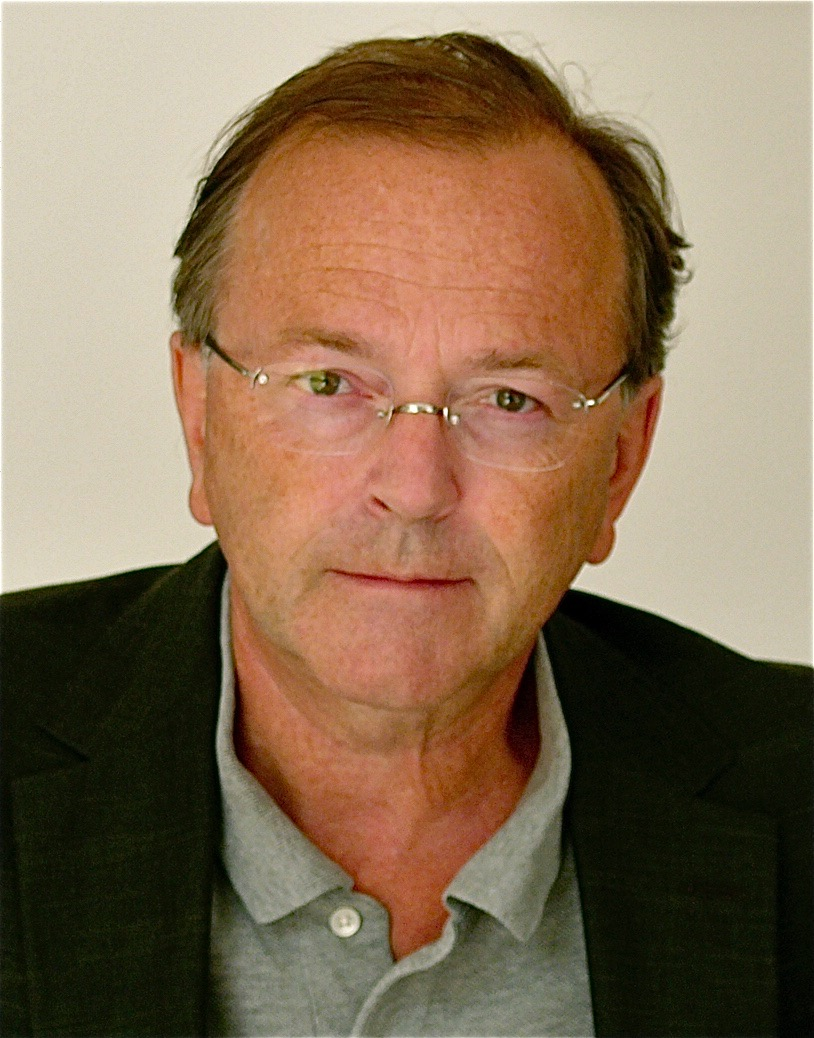
Gerd B. Müller

Gerd B. Müller (* 1953 in Salzburg) ist Professor für Zoologie an der Universität Wien und Leiter des Departments für Theoretische Biologie. Er ist Präsident des Konrad Lorenz Instituts für Evolutions- und Kognitionsforschung (KLI) und arbeitet zu Fragen der theoretischen Biologie von EvoDevo.

## Leben
Gerd Müller studierte in Wien Medizin und Zoologie und promovierte in beiden Fächern zum Dr. med. und Dr. phil. 1979 wurde er Assistenz-Professor für Anatomie an der Universität Wien. Nach einem Sabbatical an der Dalhousie University und einem Jahr als Gastwissenschaftler an der Harvard University wurde er 1990 für Anatomie und Embryologie habilitiert und nahm 2003 einen Ruf zum ordentlichen Professor für Zoologie an der Fakultät für Lebenswissenschaften der Universität Wien an. 2005 begründete er dort das Department für Theoretische Biologie, das sich der quantitativen Analyse, Modellierung und theoretischen Integration von Entwicklungsprozessen widmet.
Gerd Müller ist Mitglied zahlreicher wissenschaftlicher Vereinigungen, Editorial Boards und interdisziplinärer Einrichtungen. 2012 wurde er als Nachfolger von Frietson Galis zum Präsidenten der European Society for Evolutionary Development Biology gewählt.

## Wissenschaftliche Tätigkeiten
Gerd Müller publiziert seit 1989 zu Kernfragen von EvoDevo. Seine Forschungsinteressen konzentrieren sich auf den Ursprung evolutionärer Innovation, die theoretische Integration von EvoDevo und die Erweiterte Synthese in der Evolutionstheorie. Seine Arbeitsgruppe am Department für Theoretische Biologie der Universität Wien befasst sich unter anderem mit der Entwicklung quantitativer Verfahren in der Entwicklungsbiologie mit Hilfe hochauflösender micro-CT-Bildgebung.

## Publikationen
Publikationsliste
Gerd B. Müller veröffentlichte mehr als 100 wissenschaftliche Artikel in internationalen Fachmagazinen (ResearchGate Publikationsliste).
Ausgewählte Publikationen
- Axel Lange and Gerd B. Müller. Polydactyly in Development, Inheritance, and Evolution. Q. Rev. Biol. Vol. 92, No. 1, Mar. 2017, pp. 1–38. doi: 10.1086/690841.
- Kevin N. Laland, Tobias Uller, Marcus W. Feldman, Kim Sterelny, Gerd B. Müller, Armin Moczek, Eva Jablonka, John Odling-Smee. The extended evolutionary synthesis: its structure, assumptions and predictions.. The Royal Society Publishing. Proceedings B. Published 5 August 2015
- K. Laland, T. Uller, M. Feldman, K. Sterelny, G. B. Müller, A. Moczek, E. Jablonka, J. Odling-Smee, G. A. Wray, H. E. Hoekstra, D. J. Futuyma, R. E. Lenski, T. F. Mackay, D. Schluter, J. E. Strassmann: Does evolutionary theory need a rethink? In: Nature. Band 514, Nummer 7521, Oktober 2014, ISSN 1476-4687, S. 161–164, doi:10.1038/514161a, PMID 25297418. Deutsche Übersetzung
- Axel Lange, Hans L. Nemeschkal, Gerd B. Müller: Biased polyphenism in polydactylous cats carrying a single point mutation: The Hemingway Model for digit novelty. In: Evolutionary Biology. Dec. 2013. doi:10.1007/s11692-013-9267-y
- Pigliucci, M. and G.B. Müller (eds.) 2010. Evolution. The Extended Synthesis. MIT Press, Cambridge.
- Laubichler, M.and G.B. Müller (eds.) 2007. Modeling Biology. Structures, Behaviors, Evolution. MIT Press, Cambridge. Vol. 8 of The Vienna Series in Theoretical Biology.
- Newman, S. A. and Müller, G. B. 2005: Origination and Innovation in the Vertebrate Limb Sekeleton: An Epigenetic Perspective. JOURNAL OF EXPERIMENTAL ZOOLOGY (MOL DEV EVOL). 2005, S. 593–609
- Special Journal Issue. Müller, G.B. and Newman, S.A. (Guest editors) 2005. Evolutionary Innovation and Morphological Novelty. Special Issue. Journal of Experimental Zoology MDE 304(6).
- Hall, B.K., Pearson, R. and Müller, G.B. (eds.) 2003. Environment, Development, and Evolution. Toward a Synthesis. MIT Press, Cambridge. Vol. 3 of The Vienna Series in Theoretical Biology.
- Müller, G.B. and Newman, S. A. (eds.) 2003. Origination of Organismal Form. Beyond the Gene in Developmental and Evolutionary Biology. MIT Press, Cambridge. Vol. 2 of The Vienna Series in Theoretical Biology.